# Exercises in Futility
Exercises In Futility (с англ. — «Упражнения в бесполезности») — третий альбом польской блэк-метал группы Mgła, выпущенный в 2015 году. Получил положительные отзывы от критиков, многократно признавался одним из лучших альбомов 2015 года рядом изданий.

## Восприятие
| Оценки критиков | Оценки критиков |
| Источник        | Оценка          |
| --------------- | --------------- |
| Pitchfork       | [ 1 ]           |
| Louder Sound    | [ 2 ]           |

Рецензент журнала Pitchfork Энди О’Коннор заявил, что альбом Exercises In Futility является одним из лучших в 2015 году. О’Коннор отмечает депрессивное и нигилистическое настроение альбома, высоко оценивает работу Жентара как гитариста. Отдельно он выделяет композицию «Exercises in futility V», в ней он замечает плавную гитарную игру, которая постепенно разгоняется, что также характерно и для «Exercises in futility II». В этой же композиции он выделяет барабанщика группы — Мацея Ковальски, хваля его работу с тарелками. Рассматривая работу дуэта, он заключает, что музыканты «созданы друг для друга». Оценивая альбом, критик сравнил группу со швейцарской командой Celtic Frost.
Альбом неоднократно признавался лучшим и другими критиками: журнал Decibel внёс альбом в список 40 лучших альбомов 2015 года. Тем же образом поступило издание Metal Injection, поставив его на 21 место из ста. Кроме того, сразу четыре сотрудника Metal Injection внесли Exercises In Futility в персональные списки альбомов года. Шейн Матис обратил внимание на классическое звучание, характеризующееся отсутствием нестандартных или оркестровых музыкальных инструментов. Эндрю отмечает повышенное внимание к релизу со стороны критиков, а также влияние на Mgła со стороны британской группы готик-метала «Paradise Lost».

## Список композиций
| №                   | Название                    | Длительность |
| ------------------- | --------------------------- | ------------ |
| 1.                  | «Exercises in futility I»   | 7:58         |
| 2.                  | «Exercises in futility II»  | 7:48         |
| 3.                  | «Exercises in futility III» | 4:37         |
| 4.                  | «Exercises in futility IV»  | 4:45         |
| 5.                  | «Exercises in futility V»   | 8:15         |
| 6.                  | «Exercises in futility VI»  | 8:49         |
| Общая длительность: | Общая длительность:         | 42:12        |

## Участники записи
- Миколай Жентара — гитара, вокал
- Мацей Ковальски — ударные[1]

## Ссылка
- Exercises in futility (англ.) — полный альбом на канале лейбла No Solace — 29.02.2016.
- Exercises In Futility (англ.) на сайте Metal Archives.
- Exercises in futility (англ.) на сайте Bandcamp.